# Aakash

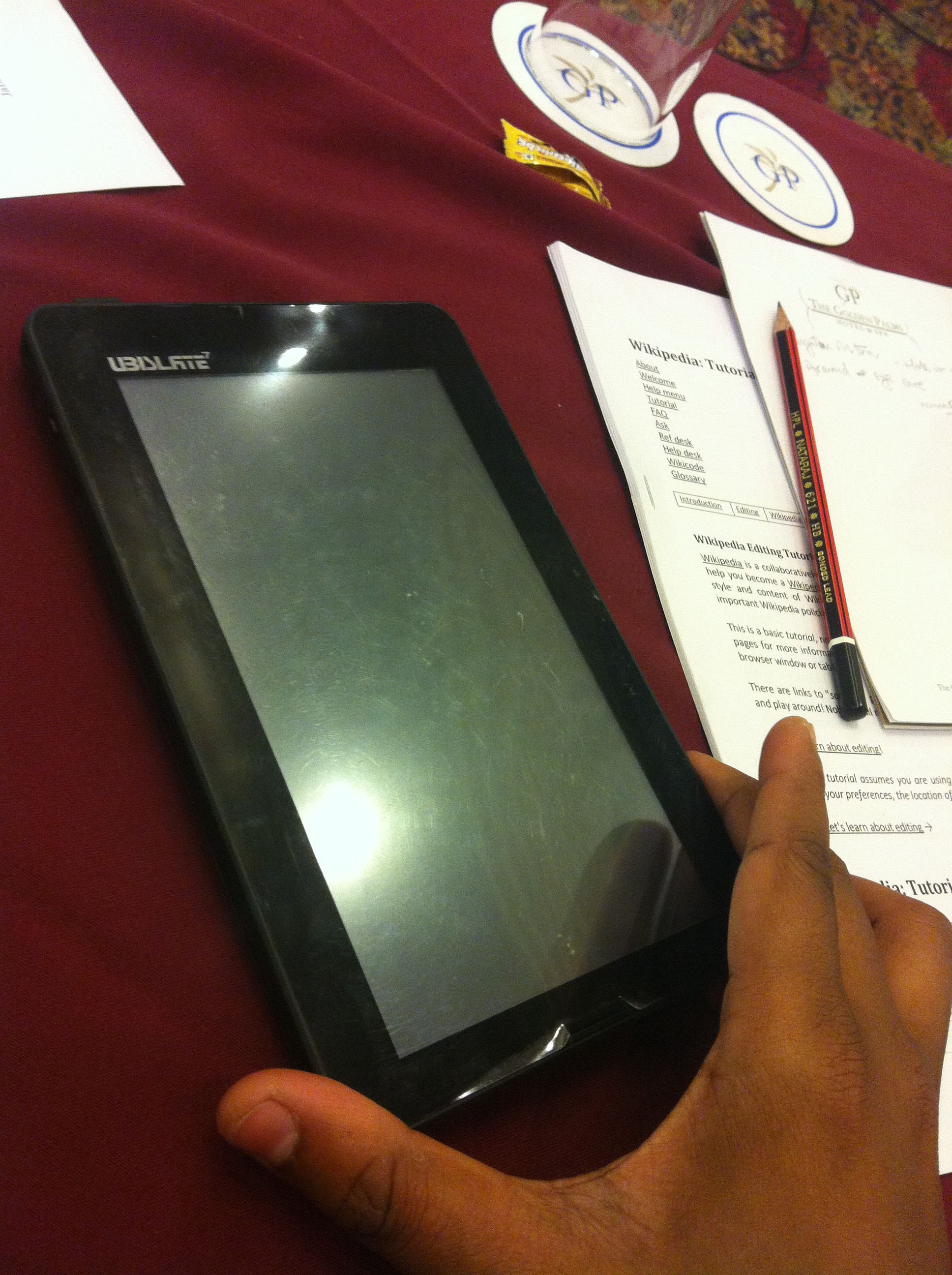
Aakash-Tablet

Aakash ist der weltweit billigste Tablet-Computer.

## Geschichte
Die indische Regierung, Datawind und die Universität Mumbai versuchen mit dem Billig-Tablet Aakash 2 einen Zugang zur modernen Technologie für Arme und Geringverdiener zu schaffen. Von dem Tablet, welches umgerechnet gerade einmal 32 Euro kostet, sollen 100.000 Stück an Studenten verteilt werden, sodass diese damit effizienter lernen können.
Aakash 2 ist der zweite Versuch ein Billig-Tablet zu produzieren. Bei seinem Vorgänger wurden größere Mängel, wie zu geringer Speicherplatz oder schlechte Tonqualität beklagt.
Diese sollen bei der Neuauflage behoben sein.

## Technische Details
Vergleich früherer und aktueller Aakash-Tablets:
| Tablet-Name              | Hersteller       | Preis (INR) | CPU                    | Interner Speicher (RAM) | Externer Speicher (SD Card) | Batterie                     | Betriebssystem                 | Netzwerk     | Telefonie | Bildschirm                     | Android Store | Veröffentlichung                 |
| ------------------------ | ---------------- | ----------- | ---------------------- | ----------------------- | --------------------------- | ---------------------------- | ------------------------------ | ------------ | --------- | ------------------------------ | ------------- | -------------------------------- |
| Sakshat                  | HCL Technologies | 2200        | 366 MHz                | 256 MB                  | 2 GB                        | 2100 mAh                     | Android 2.2 Froyo              | nur Wi-Fi    | nur VoIP  | 800 × 480 px, resistiv         | Nein          | vor Veröffentlichung eingestellt |
| Aakash / Ubislate 7      | Datawind         | 2500        | ARM11, 366 MHz         | 256 MB                  | 2 GB                        | 2100 mAh                     | Android 2.2 Froyo              | nur Wi-Fi    | nur VoIP  | Resistiv                       | Nein          | Dezember 2011                    |
| UbiSlate 7+              | Datawind         | 3499        | ARM Cortex-A8, 800 MHz | 256 MB                  | 4 GB                        | 3000 mAh                     | Android 2.3 Gingerbread        | Wi-Fi + GPRS | Ja        | Resistiv                       | Ja            | April 2012                       |
| Aakash - 2 / UbiSlate 7C | Datawind         | 4299        | ARM Cortex-A8, 800 MHz | 256 MB                  | 4 GB                        | 3000 mAh                     | Android 2.3 Gingerbread        | Wi-Fi + GPRS | Ja        | Kapazititv                     | Ja            | April 2012                       |
| Aakash 2, UbiSlate 7Ci   | Datawind         | 1130/2263   | 1 GHz                  | 512 MB                  | 4 GB, erweiterbar bis 32 GB | 2100 mAh, 4 Stunden Laufzeit | Android 4.0 Ice Cream Sandwich | nur Wi-Fi    | nur VoIP  | 7-Zoll, 800×480 px, kapazititv | Nein          | 11. November 2012                |

Speicherkarte: Einige Tablets sind mit einem micro-SD-Slot und einer micro-SD-Karte (Flash-Speicher, erweiterbar bis 32 GB) ausgestattet, was die Speicherung von Nutzerdaten ermöglicht. In Android 2.3 einigen Applikationen können Daten vom ROM auf die Speicherkarte verschoben werden.
Speicher: Die Größe des ROM wurde nicht von Datawind angegeben, wird aber mit 256 MB oder 2 GB vermutet. Beide Tablets enthalten eine Grafikkarte, aber Angaben zu Grafikspeicher und GPU-Geschwindigkeit sind nicht bekannt.
Google Android Market: Da das Aakash keine SIM-Karte und unzureichende Leistung zur Nutzung des Google Android Market besitzt kommt stattdessen der GetJar Marketplace zum Einsatz. UbiSlate-7+ werden Zugang zum Google’s Android Market haben, wie Google bestätigte.
Netzwerk: Aakash unterstützt WLAN. Es ist allgemein nicht für die Nutzung von Mobilfunknetzen geeignet. Zusätzlich zu WLAN hat das UbiSlate-7+ jedoch noch GPRS Internet connection, eine 1G-Netzwerkanbindung. Externe 3G-USB-Modems werden nicht unterstützt.